# Regioni della Francia per indice di sviluppo umano
     > 0,900
     0,880 - 0,900
     0,860 - 0,880
     0,800 - 0,860
     < 0,800

Regioni della Francia per indice di sviluppo umano (2017).
> 0,900
0,880 - 0,900
0,860 - 0,880
0,800 - 0,860
< 0,800

Questa è una lista delle regioni della Francia e territori di oltremare per indice di sviluppo umano 2021.
| Pos.                                   | Pre 2016                               | dal 2016                               | HDI (2021)                             | Comparabile con                        |
| Indice di sviluppo umano molto elevato | Indice di sviluppo umano molto elevato | Indice di sviluppo umano molto elevato | Indice di sviluppo umano molto elevato | Indice di sviluppo umano molto elevato |
| -------------------------------------- | -------------------------------------- | -------------------------------------- | -------------------------------------- | -------------------------------------- |
| 1                                      | Île-de-France                          | Île-de-France                          | 0,949                                  | Danimarca                              |
| 2                                      | Rodano-Alpi                            | Alvernia-Rodano-Alpi                   | 0,914                                  | Austria                                |
| 3                                      | Midi-Pirenei                           | Occitania                              | 0,909                                  | Emirati Arabi Uniti                    |
| –                                      | Francia                                |                                        | 0,903                                  | Spagna                                 |
| 4                                      | Aquitania                              | Nuova Aquitania                        | 0,900                                  | Francia                                |
| 6                                      | Alsazia                                | Grande Est                             | 0,899                                  | Cipro                                  |
| 6                                      | Provenza-Alpi-Costa Azzurra            | Provenza-Alpi-Costa Azzurra            | 0,899                                  | Cipro                                  |
| 7                                      | Paesi della Loira                      | Paesi della Loira                      | 0,895                                  | Italia                                 |
| 8                                      | Bretagna                               | Bretagna                               | 0,894                                  | Italia                                 |
| 9                                      | Linguadoca-Rossiglione                 | Occitania                              | 0,886                                  | Grecia                                 |
| 11                                     | Poitou-Charentes                       | Nuova Aquitania                        | 0,883                                  | Grecia                                 |
| 11                                     | Alvernia                               | Alvernia-Rodano-Alpi                   | 0,883                                  | Grecia                                 |
| 12                                     | Alta Normandia                         | Normandia                              | 0,880                                  | Polonia                                |
| 12                                     | Nord-Passo di Calais                   | Alta Francia                           | 0,880                                  | Polonia                                |
| 14                                     | Borgogna                               | Borgogna-Franca Contea                 | 0,879                                  | Polonia                                |
| 15                                     | Centro-Valle della Loira               | Centro-Valle della Loira               | 0,878                                  | Polonia                                |
| 16                                     | Franca Contea                          | Borgogna-Franca Contea                 | 0,875                                  | Lituania                               |
| 17                                     | Lorena                                 | Grande Est                             | 0,874                                  | Lituania                               |
| 18                                     | Limosino                               | Nuova Aquitania                        | 0,873                                  | Lituania                               |
| 19                                     | Champagne-Ardenne                      | Grande Est                             | 0,871                                  | Lituania                               |
| 20                                     | Corsica                                | Corsica                                | 0,859                                  | Croazia                                |
| 21                                     | Piccardia                              | Alta Francia                           | 0,858                                  | Andorra                                |
| 22                                     | Guadalupa                              |                                        | 0,854                                  | Cile                                   |
| 23                                     | Martinica                              |                                        | 0,849                                  | Slovacchia                             |
| 24                                     | La Riunione                            |                                        | 0,844                                  | Argentina                              |
| Indice di sviluppo umano elevato       |                                        |                                        |                                        |                                        |
| 25                                     | Guyana francese                        |                                        | 0,794                                  | Grenada                                |
| 26                                     | Mayotte                                |                                        | 0,781                                  | Sri Lanka                              |